# Punamyocera oroyensis
Punamyocera oroyensis är en tvåvingeart som beskrevs av Townsend 1919. Punamyocera oroyensis ingår i släktet Punamyocera och familjen parasitflugor.
Artens utbredningsområde är Peru. Inga underarter finns listade i Catalogue of Life.